# 5335 Damocles
Az 5335 Damocles (ideiglenes jelöléssel 1991 DA) egy kentaur. Robert H. McNaught fedezte fel 1991. február 18-án.